# 1996-os labdarúgó-Európa-bajnokság (selejtező – 1. csoport)
Az 1996-os labdarúgó-Európa-bajnokság selejtezőjének 1. csoportjának mérkőzéseit tartalmazó lapja. A csoportban Franciaország, Románia, Lengyelország, Izrael, Szlovákia és Azerbajdzsán szerepelt. A csapatok körmérkőzéses, oda-visszavágós rendszerben játszottak egymással.
Románia és Franciaország kijutott az 1996-os labdarúgó-Európa-bajnokságra.

## Tabella
| Hely. | Csapat        | M  | Gy | D | V | G+ | G– | Gk  | P  | Továbbjutás                            |     | Románia | Franciaország | Szlovákia | Lengyelország | Izrael | Azerbajdzsán |
| ----- | ------------- | -- | -- | - | - | -- | -- | --- | -- | -------------------------------------- | --- | ------- | ------------- | --------- | ------------- | ------ | ------------ |
| 1.    | Románia       | 10 | 6  | 3 | 1 | 18 | 9  | +9  | 15 | Kijutott az 1996-os Európa-bajnokságra |     | —       | 1–3           | 3–2       | 2–1           | 2–1    | 3–0          |
| 2.    | Franciaország | 10 | 5  | 5 | 0 | 22 | 2  | +20 | 15 | Kijutott az 1996-os Európa-bajnokságra |     | 0–0     | —             | 4–0       | 1–1           | 2–0    | 10–0         |
| 3.    | Szlovákia     | 10 | 4  | 2 | 4 | 14 | 18 | −4  | 10 |                                        |     | 0–2     | 0–0           | —         | 4–1           | 1–0    | 4–1          |
| 4.    | Lengyelország | 10 | 3  | 4 | 3 | 14 | 12 | +2  | 10 |                                        | 0–0 | 0–0     | 5–0           | —         | 4–3           | 1–0    |              |
| 5.    | Izrael        | 10 | 3  | 3 | 4 | 13 | 13 | 0   | 9  |                                        | 1–1 | 0–0     | 2–2           | 2–1       | —             | 2–0    |              |
| 6.    | Azerbajdzsán  | 10 | 0  | 1 | 9 | 2  | 29 | −27 | 1  |                                        | 1–4 | 0–2     | 0–1           | 0–0       | 0–2           | —      |              |

## Mérkőzések
Az időpontok helyi idő szerint értendők.
| 1994. szeptember 4. 18:00 |

| Izrael            | 2–1               | Lengyelország |
| ----------------- | ----------------- | ------------- |
| R. Harazi 44' 58' | (1–0) Jegyzőkönyv | Kosecki 80'   |

| Ramat Gan Stadion, Ramat Gan Nézőszám: 3500 Játékvezető: Frans van den Wijngaert (belga) |

| 1994. szeptember 7. 19:00 |

| Románia                                   | 3–0               | Azerbajdzsán |
| ----------------------------------------- | ----------------- | ------------ |
| Belodedici 44' Petrescu 59' Răducioiu 88' | (1–0) Jegyzőkönyv |              |

| Steaua Stadion, Bukarest Nézőszám: 7000 Játékvezető: Robert Sedlacek (osztrák) |

| 1994. szeptember 7. 20:30 |

| Szlovákia | 0–0         | Franciaország |
| --------- | ----------- | ------------- |
|           | Jegyzőkönyv |               |

| Tehelné pole, Pozsony Nézőszám: 14 329 Játékvezető: Peter Mikkelsen (dán) |

| 1994. október 8. 20:45 |

| Franciaország | 0–0         | Románia |
| ------------- | ----------- | ------- |
|               | Jegyzőkönyv |         |

| Stade Geoffroy-Guichard, Saint-Étienne Nézőszám: 31 144 Játékvezető: Leif Sundell (svéd) |

| 1994. október 12. 18:00 |

| Izrael                             | 2–2               | Szlovákia              |
| ---------------------------------- | ----------------- | ---------------------- |
| R. Harazi 23' Banin 32' (11-esből) | (2–2) Jegyzőkönyv | Rusnák 6' Moravčík 14' |

| Ramat Gan Stadion, Ramat Gan Nézőszám: 9000 Játékvezető: John Blankenstein (holland) |

| 1994. október 12. 20:15 |

| Lengyelország | 1–0               | Azerbajdzsán |
| ------------- | ----------------- | ------------ |
| Juskowiak 44' | (1–0) Jegyzőkönyv |              |

| Stadion Stali Mielec, Mielec Nézőszám: 4600 Játékvezető: Ilkka Koho (finn) |

| 1994. november 12. 18:00 |

| Románia                            | 3–2               | Szlovákia               |
| ---------------------------------- | ----------------- | ----------------------- |
| Gh. Popescu 6' Hagi 47' Prodan 81' | (1–0) Jegyzőkönyv | Dubovský 56' Chvíla 78' |

| Steaua Stadion, Bukarest Nézőszám: 10 283 Játékvezető: Vadim Zhuk (fehérorosz) |

| 1994. november 16. 18:00 |

| Lengyelország | 0–0         | Franciaország |
| ------------- | ----------- | ------------- |
|               | Jegyzőkönyv |               |

| Górnik Zabrze Stadium, Zabrze Nézőszám: 18 000 Játékvezető: Angelo Amendolia (olasz) |

| 1994. november 16. 19:00 |

| Azerbajdzsán | 0–2               | Izrael                      |
| ------------ | ----------------- | --------------------------- |
|              | (0–1) Jegyzőkönyv | R. Harazi 29' Rosenthal 51' |

| Hüseyin Avni Aker Stadium, Trabzon Nézőszám: 2863 Játékvezető: Vágner László (magyar) |

| 1994. december 13. 19:00 |

| Azerbajdzsán | 0–2               | Franciaország      |
| ------------ | ----------------- | ------------------ |
|              | (0–1) Jegyzőkönyv | Papin 24' Loko 55' |

| Hüseyin Avni Aker Stadium, Trabzon Nézőszám: 533 Játékvezető: Rune Pedersen (norvég) |

| 1994. december 14. 18:00 |

| Izrael        | 1–1               | Románia     |
| ------------- | ----------------- | ----------- |
| Rosenthal 83' | (0–0) Jegyzőkönyv | Lacatus 69' |

| Ramat Gan Stadion, Ramat Gan Nézőszám: 38 000 Játékvezető: Antonio Martín Navarrete (spanyol) |

| 1995. március 29. 18:00 |

| Izrael | 0–0         | Franciaország |
| ------ | ----------- | ------------- |
|        | Jegyzőkönyv |               |

| Ramat Gan Stadion, Ramat Gan Nézőszám: 39 000 Játékvezető: James McCluskey (skót) |

| 1995. március 29. 18:30 |

| Románia           | 2–1               | Lengyelország            |
| ----------------- | ----------------- | ------------------------ |
| Răducioiu 45' 54' | (1–1) Jegyzőkönyv | Juskowiak 41' (11-esből) |

| Steaua Stadion, Bukarest Nézőszám: 13 480 Játékvezető: Kurt Röthlisberger (svájci) |

| 1995. március 29. 18:00 |

| Szlovákia                                        | 4–1               | Azerbajdzsán              |
| ------------------------------------------------ | ----------------- | ------------------------- |
| Tittel 33' Timko 39' 50' Dubovský 45' (11-esből) | (3–0) Jegyzőkönyv | Suleymanov 79' (11-esből) |

| Všešportový areál, Kassa Nézőszám: 12 450 Játékvezető: Vassilios Nikakis (görög) |

| 1995. április 25. 17:30 |

| Lengyelország                                    | 4–3               | Izrael                             |
| ------------------------------------------------ | ----------------- | ---------------------------------- |
| Nowak 1' Juskowiak 50' Kowalczyk 55' Kosecki 62' | (1–2) Jegyzőkönyv | Rosenthal 37' Revivo 43' Zohar 79' |

| Górnik Zabrze Stadium, Zabrze Nézőszám: 5500 Játékvezető: Anders Frisk (svéd) |

| 1995. április 26. 18:00 |

| Azerbajdzsán   | 1–4               | Románia                                        |
| -------------- | ----------------- | ---------------------------------------------- |
| Suleymanov 33' | (1–2) Jegyzőkönyv | Răducioiu 1' (11-esből) 74' 77' Dumitrescu 39' |

| Hüseyin Avni Aker Stadium, Trabzon Nézőszám: 372 Játékvezető: Dimitar Momirov (bolgár) |

| 1995. április 26. 20:45 |

| Franciaország                                         | 4–0               | Szlovákia |
| ----------------------------------------------------- | ----------------- | --------- |
| Krištofík 27' (öngól) Ginola 42' Blanc 58' Guérin 63' | (2–0) Jegyzőkönyv |           |

| Stade de la Beaujoire, Nantes Nézőszám: 23 910 Játékvezető: Bernd Heynemann (német) |

| 1995. június 7. 17:30 |

| Lengyelország                                           | 5–0               | Szlovákia |
| ------------------------------------------------------- | ----------------- | --------- |
| Juskowiak 10' 72' Wieszczycki 58' Kosecki 64' Nowak 68' | (1–0) Jegyzőkönyv |           |

| Górnik Zabrze Stadium, Zabrze Nézőszám: 9515 Játékvezető: Robert Sedlacek (osztrák) |

| 1995. június 7. 20:00 |

| Románia                  | 2–1               | Izrael       |
| ------------------------ | ----------------- | ------------ |
| Lăcătuş 15' Munteanu 65' | (1–0) Jegyzőkönyv | Berkovic 60' |

| Steaua Stadion, Bukarest Nézőszám: 18 575 Játékvezető: Rune Pedersen (norvég) |

| 1995. augusztus 16. 19:00 |

| Azerbajdzsán | 0–1               | Szlovákia   |
| ------------ | ----------------- | ----------- |
|              | (0–0) Jegyzőkönyv | Jančula 59' |

| Hüseyin Avni Aker Stadium, Trabzon Nézőszám: 200 Játékvezető: Alain Hamer (luxemburgi) |

| 1995. augusztus 16. 20:45 |

| Franciaország | 1–1               | Lengyelország |
| ------------- | ----------------- | ------------- |
| Djorkaeff 86' | (0–1) Jegyzőkönyv | Juskowiak 34' |

| Parc des Princes, Párizs Nézőszám: 40 426 Játékvezető: Manuel Díaz Vega (spanyol) |

| 1995. szeptember 6. 20:45 |

| Franciaország                                                                                         | 10–0              | Azerbajdzsán |
| --- | ----------------- | ------------ |
| Desailly 13' Djorkaeff 17' 77' Guérin 32' Pedros 48' Lebœuf 53' 74' Dugarry 66' Zidane 71' Cocard 90' | (3–0) Jegyzőkönyv |              |

| Stade de l'Abbé-Deschamps, Auxerre Nézőszám: 13 479 Játékvezető: Alfred Micallef (máltai) |

| 1995. szeptember 6. 17:00 |

| Lengyelország | 0–0         | Románia |
| ------------- | ----------- | ------- |
|               | Jegyzőkönyv |         |

| Górnik Zabrze Stadium, Zabrze Nézőszám: 22 000 Játékvezető: Dermot Gallagher (angol) |

| 1995. szeptember 6. 18:00 |

| Szlovákia   | 1–0               | Izrael |
| ----------- | ----------------- | ------ |
| Jančula 54' | (0–0) Jegyzőkönyv |        |

| Všešportový areál, Kassa Nézőszám: 7810 Játékvezető: Marnix Sandra (belga) |

| 1995. október 11. 19:00 |

| Románia     | 1–3               | Franciaország                         |
| ----------- | ----------------- | ------------------------------------- |
| Lăcătuş 52' | (0–2) Jegyzőkönyv | Karembeu 27' Djorkaeff 41' Zidane 78' |

| Steaua Stadion, Bukarest Nézőszám: 23 200 Játékvezető: Pierluigi Pairetto (olasz) |

| 1995. október 11. 17:30 |

| Szlovákia                                                | 4–1               | Lengyelország |
| -------------------------------------------------------- | ----------------- | ------------- |
| Dubovský 31' (11-esből) Jančula 68' Ujlaky 78' Šimon 82' | (1–1) Jegyzőkönyv | Juskowiak 19' |

| Tehelné pole, Pozsony Nézőszám: 11 653 Játékvezető: Jorge Monteiro Coroado (portugál) |

| 1995. október 11. 18:00 |

| Izrael            | 2–0               | Azerbajdzsán |
| ----------------- | ----------------- | ------------ |
| R. Harazi 31' 51' | (1–0) Jegyzőkönyv |              |

| Bloomfield Stadium, Tel-Aviv Nézőszám: 7000 Játékvezető: Claude Détruche (svájci) |

| 1995. november 15. 16:00 |

| Azerbajdzsán | 0–0         | Lengyelország |
| ------------ | ----------- | ------------- |
|              | Jegyzőkönyv |               |

| Hüseyin Avni Aker Stadium, Trabzon Nézőszám: 200 Játékvezető: Leslie Mottram (skót) |

| 1995. november 15. 17:30 |

| Szlovákia | 0–2               | Románia               |
| --------- | ----------------- | --------------------- |
|           | (0–0) Jegyzőkönyv | Hagi 67' Munteanu 80' |

| Všešportový areál, Kassa Nézőszám: 9676 Játékvezető: Jaap Uilenberg (holland) |

| 1995. november 15. 20:45 |

| Franciaország              | 2–0               | Izrael |
| -------------------------- | ----------------- | ------ |
| Djorkaeff 69' Lizarazu 89' | (0–0) Jegyzőkönyv |        |

| Stade Michel d'Ornano, Caen Nézőszám: 20 822 Játékvezető: Gerd Grabher (osztrák) |